# Honciîi Brid, Kovel
Honciîi Brid (în ucraineană Гончий Брід) este un sat în comuna Drozdni din raionul Kovel, regiunea Volînia, Ucraina.

## Demografie
Componența lingvistică a localității Honciîi Brid
     Ucraineană (98,51%)
     Alte limbi (1,5%)
Conform recensământului din 2001, majoritatea populației localității Honciîi Brid era vorbitoare de ucraineană (98,51%), existând în minoritate și vorbitori de alte limbi.